# Westdorf (Dornum)
Westdorf ist ein Ortsteil der Gemeinde Dornum in Ostfriesland. Im Jahre 2011 hatte der Ortsteil, zu dem auch Ostdorf zählt, 197 Einwohner.
Westdorf liegt etwa drei Kilometer südlich der Nordseeküste. Der Hauptort der Gemeinde, Dornum, befindet sich etwa sechs Kilometer entfernt in östlicher Richtung.

## Geschichte
Erste Siedlungsspuren auf dem Gebiet des heutigen Ortsteils datieren aus der römischen Kaiserzeit. Das Warfendorf wurde inmitten von Kalkmarsch an der ehemaligen Hilgenrieder Bucht gegründet.
Am 1. Juli 1972 wurde Westdorf in die Gemeinde Nesse eingegliedert. Am 1. November 2001 kam diese zur Gemeinde Dornum.

## Wappen
| | Blasonierung: „In Silber (Weiß) über silbernem (weißem) Schildfuß ein grüner Berg, überhöht von einem schwarzen Hufeisen.“ |
| Wappenbegründung: Das von Ulf-Dietrich Korn entworfene Wappen wurde am 17. Juli 1963 vom Regierungspräsidenten in Aurich verliehen. Es symbolisiert die Geschichte des Ortes; der grüne Berg weist auf die Warfen im Gebiet der Gemeinde hin. Das Hufeisen verdeutlicht die Bedeutung der Landwirtschaft und insbesondere der Pferdehaltung und -zucht im Ortsgebiet. | |

## Wirtschaft und Infrastruktur
Wirtschaftlich spielt die Landwirtschaft eine bedeutende Rolle.  Pferdezucht und Pferdehaltung nehmen dabei einen besonderen Platz ein. Auf diesem Gebiet konnten die Landwirte aus Westdorf Erfolge als Kreis-, Provinz- und Landessieger aufweisen. Aus diesem Grunde erscheint im Wappen das Hufeisen.

## Persönlichkeiten
Ganz nahe jener Warf lebte von 1983 bis 2014 die Malerin, Graphikerin und Bildhauerin Ruth Schmidt Stockhausen (1922–2014) in einem alten Gulfhof an der Westdorfer Cankebeerstrasse. Ihr künstlerischer Nachlass wird von der in Westdorf ansässigen Ruth Schmidt Stockhausen-Stiftung verwaltet und ihre Atelierräume sind jeden Sommer an ausgewählten Wochenenden zu besichtigen.